# 前泉洋三
前泉 洋三（まえいずみ ようぞう、1949年5月4日 - ）は、日本の経営者。北海道ガス社長を務めた。兵庫県出身。

## 経歴
1973年に北海道大学法学部を卒業し、同年に北海道ガスに入社。1988年に取締役に就任し、2002年6月には社長に就任。2008年4月に取締役相談役に就任し、同年6月には相談役に就任。